# 羽唇兰属
羽唇兰属（学名：Ornithochilus）是兰科下的一个属，为附生兰。该属仅有羽唇兰（Ornithochilus difformis）一种，分布于缅甸、印度、尼泊尔、越南和中国云南、广东。